# Baby Cakes de La Nouvelle-Orléans
Les Baby Cakes de La Nouvelle-Orléans (en anglais : New Orleans Baby Cakes) étaient une équipe de ligue mineure de baseball basée à La Nouvelle-Orléans (Louisiane). Ils ont évolué au Privateer Park entre 1993 et 1996 puis au Shrine on Airline (11 000 places) entre 1997 et 2019.

## Histoire

### Kansas City puis Denver (1900-1993)
Une première franchise est fondée en 1900 sous le nom de Kansas City Cowboys. Elle devient le Blues de Kansas City en 1904.
Transférée à Denver en 1955, la franchise est rebaptisée Bears de Denver puis adopte le nom de Zephyrs de Denver à partir de 1985. Les Bears puis les Zephyrs jouent au Mile High Stadium. Les Zephyrs quittent Denver en raison de la création de la franchise MLB : les Rockies du Colorado.

### Zephyrs de La Nouvelle-Orléans (1993-2016)
Les Zephyrs s'installent à La Nouvelle-Orléans en 1993 et rejoignent la Ligue de la côte du Pacifique en 1998. Ils évoluent à Privateer Park de 1993 à 1996 avant de déménager au Zephyr Field en 1997.

### Baby Cakes de La Nouvelle-Orléans (depuis 2017)
En 2017, l'équipe adopte le nom de Baby Cakes à la suite d'un vote populaire pour trouver un nom représentatif de la culture locale. Le nom Baby Cakes est préféré à Crawfish, King Cakes, Night Owls, Po’boys, Red Eyes et Tailgators. Le nom, qui fait référence à une tradition de Mardi Gras consistant à camoufler une figurine de bébé dans une galette des Rois, est inusité et accueilli en novembre 2016 par des réactions mitigées,.

## Palmarès
- Vainqueur des AAA World Series : 1998
- Vainqueur du Bricktown Showdown (finale du championnat AAA) : 2007
- Champion de la Pacific Coast League (AAA) : 1998
- Finaliste de la Pacific Coast League (AAA) : 2007
- Champion de l'American Association (AAA) : 1923, 1929, 1971, 1976, 1977, 1981, 1983, 1991